# Jurij Draškovič
Jurij Draškovič, (tudi Drascovitius Georgius, Juraj Drašković, pa Draskovich György – kakor tudi mnoga druga imena), je bil madžarski oziroma hrvaški rimskokatoliški duhovnik, škof in kardinal, pa tudi hrvaški ban in avstrijski kraljevi namestnik za Ogrsko; * 5. februar 1515, Bilina (Avstrijsko cesarstvo,  danes: Hrvaška); † 31. januar 1587, Dunaj (Avstrijsko cesarstvo, danes Avstrija).

## Življenjepis

### Različna Draškovičeva imena
Drascovicius, Georgius 1515-1587; Drascovitius, Georgius; Drascovitius, Georgius; Drascovits, Juraj; Draskouitius, Georgius; Draskovic, Georgius; Drasković, Juraj; Draskovich, Georg; Draskovich, György; Draskovich, Jiri; Draskovich, Jorge; Draskovich, Juraj; Draskovics, György; Draskowith, Georg; Draskowith, Georgius; Draskowitsch, Georg; Draskowych, Juraj; Georgius Quinqueecclesiensis; Georgius Zagrabiensis; György Draskovics; Juraj Drašković Catholic cardinal; Juraj Drašković von Trakošćan prélat catholique; Juraj II. Drašković; Trakoscan, Georgius Drascouitius de. 

### Mladost in cerkvena kariera
Jurij Draškovič se je rodil 5. februarja 1515 v Bilini pri Kninu na današnjem Hrvaškem  (takrat Habsburška monarhija). Oče je bil grof Bartol Draškovič, mati pa  Ana Utješinovič. Zaradi nevarnosti od stalnih turških napadov se je družina preselila v dvorec Trakoščan. Kmalu je ostal brezo četa, pa je zanj skrbel stric, velikovaradinski  škof Jurij Utješenović. Šolal se je na univerzah v Krakovu, na Dunaju in v Bologni. 
Za duhovnika je bil posvečen 1539, za škofa 1560, za kardinala-duhovnkika ga je imenoval 18. decembra 1585 Sikst V. , ki je takrat imenoval osem kardinalov. Škof v Pečuhu je bil od 17. julija 1560 – 22. marca 1564, škof v Zagrebu od 22. marca 1564 – 27. oktobra 1576, škof v Juriju je bil od 27. oktobra 1578 – 30. aprila 1582. Nadškof in metropolit v Koloči je bil od 30. aprila 1582 do 21. januarja 1587. Za kardinala-duhovnika ga je imenoval Sikst V.  v konzistoriju z dne 18. decembra 1585. Kardinalskega klobuka ni prejel, ker je prej umrl na Dunaju, dne 21. januarja 1587. 

### Hrvaški ban
Jurij Draškovič je bil eden najvplivnejših cerkvenih in državnih veljakov v 16. stoletju. Sodeloval je tudi na Tridentinskem koncilu. Zagrebški škof je bil od 1563 do 1578, a od 1567 do 1576 hrvaški ban. Postal je tudi kraljevski kancler, a pozneje tudi kraljevski namestnik za Ogrsko. Takrat so za Evropo – pa tudi za Hrvaško in Slovenijo – značilna tri dogajanja: 
1. nezaustavljivo prodiranje Turkov in boj proti njim;
2. širjenje reformacije, pa tudi nastop protireformacije oziroma katoliške obnove – ko je bil Draškovič na strani slednje;
3. kmečki upori.

Slovensko-hrvaški kmečki upor je izbruhnil 1573, ko je bil Draškovič hrvaški ban in se tako dogodkom ni mogel izmakniti. Znan je njihov poraz in Aškerčeva pesem v zvezi z Gubčevo smrtno obsodbo - Kronanje v Zagrebu . Zgodovinski viri se strinjajo v tem, da je sodeloval pri zadušitvi upora; pripominjajo pa, da si je prizadeval izogniti se oboroženim spopadom ter obljubljal upornim tlačanom, da bo zanje posredoval pri njihovih gospodarjih in pri kralju, Kralj Rudolf II. ga je imenoval 1584. za kraljevskega namestnika za Ogrsko.
Ne strinjajo pa se viri v tem, kaj se je dogajalo po porazu kmečke vojske, ki seveda ni bila oborožena le s kosami in motikami, ampak je bila kar enakovreda plemiški, čeprav manj izurjena. Pri prodiranju protestantizma so posamezni plemiči uporabljali tlačane v boju zoper svoje kolege, pa so jih seveda pri tem dobro oborožili. Nekateri menijo, da si je Draškovič tudi pozneje prizadeval za njihovo rešitev, oziroma za milejšo kazen; drugi pa trdijo, da jih je strogo kaznoval, najbolj pa njihovega voditelja Gubca. Znano je tudi, da je večkrat cesarju ponudil svoj odstop, da bi mu ne bilo treba kaznovati upornikov.  

## Dela
1. Epistola Paraenetica, quam Georgius Drascovitius electus Episcopus Quinque Ecclesiarum, ac laudatissimi Caeseris Ferdinandi in Ungaria Consiliarius ad Diaecasonos suos dedit. Viennae, 1559 decimo cal. Januarii.
2. Igen Zep Kenyw, az Kezenseges Igaz keresztyen hytnek regysege, es Igassaga mellet, mynden Eretnesegnek wysaghy ellen… Bécs, 1561. (Lerin Vince Commentariorum fidei - prevod)
3. Lactantius munkáinak fordítása. U. ott, 1561.
4. Georgii Draskowitii, quinqueeclesiensis Episcopi Oratio in generali concilii Tridentini congregatione die 24. Febr. 1562. habita. Ripae. 1562.
5. Oratio habita Tridenti anno 1562. pro Ferdinando Romanorum imperatore. Venetiis, 1562.
6. Pro Regno Hungariae ad Synodum Tridentinum Oratio. Patavii, 1562.
7. Acta et constitutiones Dioecesani synodi Jaurinensis,… ad 2. diem Aug. indictae, et per Triduum Sabariae… habitae. Pragae, 1579.
8. Andreas Dudith Orationes quinque in concilio Tridentino habitae… Cum appendice orationum duarum quas G. Draskowith… in eodem concilio habuit… Halae Magd. 1743. (Sámuelfy Loránt napisal uvod)

## Smrt in spomin
Umrl je na Dunaju dne 31. januarja 1587. 

Pokopan je v Jurijski stolnici BDM, Juri, Ogrska; danes: Madžarska.